# Dersu Uzała (postać)
Dersu Uzała (ros. Дерсу Узала) (ur. 1849, zm. 1908) – myśliwy z plemienia Nanajów (Goldów), którego Władimir Arsienjew poznał w trakcie wojskowej wyprawy kartograficznej do Kraju Ussuryjskiego (1902). Został przewodnikiem i przyjacielem kapitana Arsienjewa, który opisał go w swoich książkach.
Jak pisze Arsienjew, Dersu był pierwotnym myśliwym, który całe życie spędził w tajdze. Jako przewodnik Dersu wielokrotnie zadziwiał swymi niezwykłymi umiejętnościami uczestników wyprawy. Fascynował też Arsienjewa swoją bezinteresowną troską o życie nieznajomych ludzi i zwierząt oraz animistycznym poglądem na przyrodę, wedle którego każdy z bytów (np. słońce, ogień, ptak) jest istotą myślącą, równą człowiekowi.

## Postać w sztuce i nauce
- Dwie książki Arsienjewa: По Уссурийкому Краю (1921, Po Kraju Ussuryjskim) oraz Дерсу Узала (1923, Dersu Uzała)
- Tajemnice tajgi – film: w reżyserii Agasija Babajana (1961) i bardziej znana adaptacja: Dersu Uzała, którą wyreżyserował Akira Kurosawa (1975), a w tytułowej roli zagrał Maksim Munzuk
- (4142) Dersu-Uzala – nazwa planetoidy
- Dersu – nazwa krateru na Marsie